# Nicolas Bay

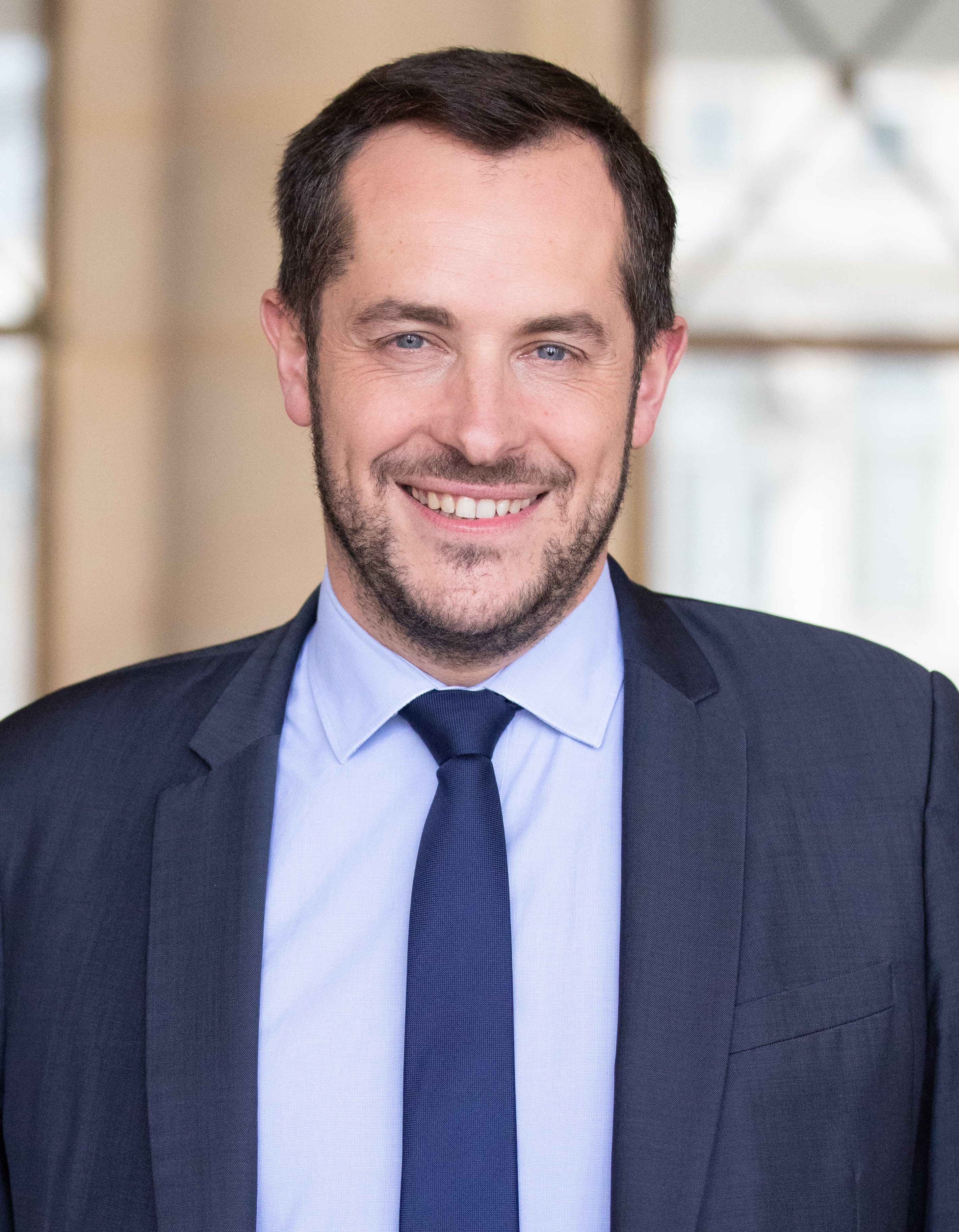
Nicolas Bay (2022)

Nicolas Bay (* 21. Dezember 1977 in Saint-Germain-en-Laye, Département Yvelines) ist ein französischer rechtsradikaler Politiker. Er ist seit 2014 Mitglied des Europäischen Parlaments. Er war von 2014 bis 2017 Generalsekretär, anschließend bis 2018 stellvertretender Vorsitzender der Front National und war von Februar 2022 bis Juni 2024 stellvertretender Vorsitzender der Partei Reconquête. Im Europäischen Parlament war er von 2017 bis 2019 Ko-Vorsitzender der Fraktion Europa der Nationen und der Freiheit und von 2019 bis 2022 stellvertretender Vorsitzender der Fraktion Identität und Demokratie. Seit Februar 2023 ist er Teil der Fraktion Europäische Konservative und Reformer.

## Leben
Bay wuchs in einer „privilegierten Umgebung“ im Pariser Vorort Maisons-Laffitte auf. Mit 15 Jahren trat er der rechtsextremen Front National (FN) bei, mit der auch seine Eltern sympathisierten. Von 1997 bis 1998 war er Sekretär der FN-Jugendorganisation Front national de la jeunesse (FNJ) im Département Yvelines. Nach der Spaltung der FN 1998/99 schloss er sich dem Mouvement national républicain (MNR) von Bruno Mégret an. Von 2001 bis 2014 gehörte er dem Gemeinderat der Stadt Sartrouville bei Paris an. Im Juli 2007 wurde er zum Generalsekretär des MNR ernannt, im Jahr darauf trat er zurück. 2009 kehrte er zur Front National zurück und trat für diese bei der Europawahl im Wahlkreis Nordwest-Frankreich an. Bei der Regionalwahl 2010 in Haute-Normandie war er Spitzenkandidat der FN-Liste, die im zweiten Wahlgang 14,2 % der Stimmen erhielt. Anschließend war er Vorsitzender der FN-Fraktion im Regionalrat der Haute-Normandie. Ende 2012 wurde er zum stellvertretenden Generalsekretär der FN ernannt.
Bei der Europawahl 2014 wurde er als Vertreter des Wahlkreises Nordwest in das Europäische Parlament gewählt. Dort war er zunächst fraktionslos, ab 2015 Mitglied der Fraktion Europa der Nationen und der Freiheit. Er gehörte 2014–2017 dem Ausschuss für Industrie, Forschung und Energie und 2015–2017 dem Entwicklungsausschuss an. Zudem ist er Delegierter in der Paritätischen Parlamentarischen Versammlung AKP-EU sowie in der Parlamentarischen Versammlung der Union für den Mittelmeerraum. Im November 2014 ernannte die Parteivorsitzende Marine Le Pen Bay zum Generalsekretär der FN. Er galt als Vertreter des „rechten“ Flügels der Partei, den er als „konservativ (wirtschafts-)liberal“ bezeichnete, im Gegensatz zum eher etatisisch orientierten Florian Philippot. Bay steht zudem Les Identitaires und Philippe Vardon nahe.
Ende 2015 war Bay Spitzenkandidat der FN in der vereinten Normandie (Fusion von Haute- und Basse-Normandie). Seine Liste kam auf 27,7 % der Stimmen. Er ist weiterhin Fraktionsvorsitzender der FN im Regionalrat. Bei der Parlamentswahl im Juni 2017 trat er in einem Wahlkreis des Départements Seine-Maritime an und erhielt 22,8 % der Stimmen. Ab September 2017 war er als Nachfolger von Marine Le Pen Ko-Vorsitzender der ENF-Fraktion im EU-Parlament, die er bis zum Ende der Legislaturperiode 2019 zusammen mit dem Niederländer Marcel de Graaff (PVV) führte. Im selben Monat wurde er stellvertretender Vorsitzender der FN, während er als Generalsekretär von Steeve Briois abgelöst wurde. Im Juni 2018 benannte sich die FN in Rassemblement National (RN) um. Bei der Europawahl 2019 wurde er als EU-Abgeordneter wiedergewählt und wurde stellvertretender Vorsitzender der Fraktion Identität und Demokratie. Er gehörte zunächst dem Ausschuss für bürgerliche Freiheiten, Justiz und Inneres an und wurde im Juni 2022 Mitglied des Ausschusses für Beschäftigung und soziale Angelegenheiten. Während des Wahlkampfs zur Präsidentschaftswahl in Frankreich 2022 fungierte er als Pressesprecher der Kampagne von Marine Le Pen, äußerte aber gleichzeitig wie andere ihm nahestehende RN-Kader Sympathien für die Kandidatur von Eric Zemmour, weshalb er im Februar 2022 von seinen Aufgaben in der Partei und in der Fraktion suspendiert wurde. Er trat anschließend Zemmours Partei Reconquête bei und wurde zum stellvertretenden Vorsitzenden der Partei ernannt. Im Februar 2023 trat er im Europaparlament der Fraktion Europäische Konservative und Reformer bei. Für diese ist er Mitglied im Ausschuss für bürgerliche Freiheiten, Justiz und Inneres sowie stellvertretendes Mitglied im Ausschuss für internationalen Handel. Bei der Europawahl 2024 wurde er erneut für Reconquête ins Europaparlament gewählt. Kurz nach der Wahl wurde er von Zemmour aus Reconquête ausgeschlossen. Er trat daraufhin der Partei Identité-Libertés bei.